# Fort-Mardyck

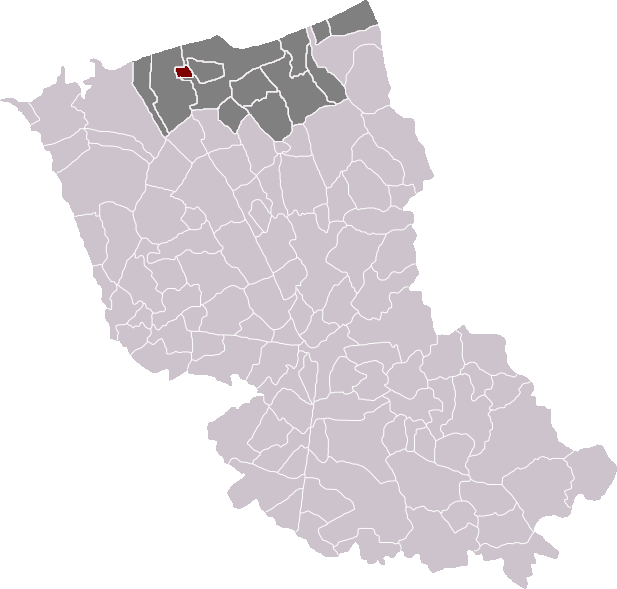
Localització de Fort-Mardyck

Fort-Mardyck (en neerlandès Fort-Mardijk) és un municipi francès, situat a la regió dels Alts de França, al departament del Nord, que forma part de la Westhoek. L'any 2006 tenia 3.586 habitants.

## Demografia
| 1962                                       | 1968  | 1975  | 1982  | 1990  | 1999  |
| ------------------------------------------ | ----- | ----- | ----- | ----- | ----- |
| 3.252                                      | 4.007 | 4.802 | 4.229 | 4.074 | 3.770 |
| Des de 1962: població sense dobles comptes |       |       |       |       |       |

## Administració
| Període | Identitat     | Partit |
| ------- | ------------- | ------ |
| 1995-   | Roméo Ragazzo | PS     |